# Det Centrale DNA-profil-register
Det Centrale DNA-profil-register er et dansk register over DNA-profiler indsamlet af politiet.
Registeret blev oprettet 1. juli 2000, og styres af Rigspolitiets DNA-sektion i København. Registeret bruges til at identificere personer i straffesager eller ved ulykker.
En lovændring i 2005 sidestillede DNA med fingeraftryk hvad angår indsamling og registrering. Det vil sige, at politiet i dag registrerer profiler fra personer, som er eller har været sigtet for en forbrydelse, der kan give fængsel i mere end 1 år og 6 måneder eller derover, eller i visse tilfælde i sager om børnepornografi.
Registeret består af en persondel indeholdende personidentificerede DNA-profiler og en spordel indeholdende ikke-personidentificerede DNA-profiler. Persondelen har over 65.000 DNA-profiler og spordelen 37.000 DNA-profiler (pr 1. oktober 2010). Med tiden vil antallet i DNA-profilregisteret højst sandsynligt svare til Fingeraftryksregisteret, hvor ca. 250.000 er opført.
En udbredt måde hos til indhentning af DNA-prøver består i kindskrab, hvorunder en stor vatpind føres op og ned ad slimhinden på indersiden af den undersøgtes kinder. Vatpinden pakkes snarest derefter ind i sterile poser og foranstaltes videre til den egentlige analyse.